# Conus petrolei
Espèce
Conus petrolei est une espèce fossile de mollusques gastéropodes marins de la famille des Conidae.

## Taxonomie

### Publication originale
L'espèce Conus petrolei a été décrite pour la première fois en 1933 par le géologue et paléontologiste germano-néerlandais Johann Karl Ludwig Martin (d) (1851-1942) dans « Leidsche Geologische Mededeelingen »,.